# 第三波：20世纪后期民主化浪潮
《第三波：20世纪后期民主化浪潮》（英語：The Third Wave: Democratization in the Late Twentieth Century）是美国政治学家塞繆爾·P·亨廷頓於1991年出版的一本著作，亨廷頓在著作中闡述了第三波民主化的重要性，並提到歐洲、拉丁美洲、亚洲等60多个国家都出現了民主運動，而且自1974年葡萄牙發生康乃馨革命以来，非洲國家也開始逐漸转型成民主國家。 